# Liste der denkmalgeschützten Objekte in Strass im Zillertal
Die Liste der denkmalgeschützten Objekte in Strass im Zillertal enthält die 9 denkmalgeschützten, unbeweglichen Objekte der Gemeinde Strass im Zillertal.

## Denkmäler
| Foto |                 | Denkmal                                                                                              | Standort                                     | Beschreibung | Metadaten |
| ---- | --------------- | --- | -------------------------------------------- | --- | --- |
| ja   | Datei hochladen | Einsiedelei Maria Brettfall HERIS-ID: 55936 Objekt-ID: 64850 TKK: 17935                              | Brettfall 38 Standort KG: Straß              | Die Einsiedelei wurde 1536 erstmals urkundlich erwähnt, 1737 neu gebaut und 1830 nach einem Brand wieder aufgebaut. Seit 1961 wird das Gebäude als Jausenstation genutzt, 1975 wurde es dafür ausgebaut. Der zweigeschoßige Bau in lokaler bäuerlicher Architektur ist in Mauerwerk und Kantblockbau errichtet und mit Söllern versehen. | BDA-Hist.: Q1587873 Status: § 2a Stand der BDA-Liste: 2025-06-30 Name: Einsiedelei Maria Brettfall GstNr.: .56/1, 108 Maria Brettfall |
| ja   | Datei hochladen | Lourdesgrotte Brettfall HERIS-ID: 87655 Objekt-ID: 102079 TKK: 116444                                | bei Brettfall 38 Standort KG: Straß          | Die Lourdesgrotte westlich der Wallfahrtskirche wurde im 19. Jahrhundert errichtet. | BDA-Hist.: Q37721048 Status: § 2a Stand der BDA-Liste: 2025-06-30 Name: Lourdesgrotte Brettfall GstNr.: .56/2 |
| ja   | Datei hochladen | Wallfahrtskirche Maria Heimsuchung HERIS-ID: 55937 Objekt-ID: 64851 TKK: 17935                       | bei Brettfall 38 Standort KG: Straß          | 1536 wurde das erste Kirchlein auf der Brettfall erwähnt, 1711 entstand die erste gemauerte Kirche. Der heutige Bau wurde 1729 errichtet, 1765 wurde das Gnadenbild aufgestellt. An der Fassade mit geschweiftem Giebel finden sich ein Portal mit Keilsteinen und ein Fresko von Rafael Thaler von 1947. Die Inneneinrichtung ist barock, die Deckenfresken wurden um 1820/30 geschaffen. Die Kirche besitzt ein um 1820/30 datiertes, spätbarockes Miniatur-Ostergrab, das um 1950 durch den Maler Franz Xaver Pizzinini renoviert und dabei teilweise übermalt wurde. 2008 erfolgten Reinigungs- und Konservierungsarbeiten.                                                                           | BDA-Hist.: Q64692174 Status: § 2a Stand der BDA-Liste: 2025-06-30 Name: Wallfahrtskirche Maria Heimsuchung GstNr.: .55 Maria Brettfall |
| ja   | Datei hochladen | Anlage Landwirtschaftliche Lehranstalt Rotholz HERIS-ID: 104697 Objekt-ID: 121568 TKK: 15479, 116448 | Rotholz 46 Standort KG: Straß                | Vermutlich anstelle eines Wehrturms der Rottenburg wurde 1575–1585 das heutige Schloss Rotholz durch Alberto Lucchese als Jagdschloss mit Tiergarten für Erzherzog Ferdinand II. erbaut. Unter den Grafen von Tannenberg wurde es 1704–1706 barock umgebaut. Seit 1879 wird das Gebäude als Landwirtschaftsschule genutzt. Das Schloss ist eine ausgedehnte dreiflügelige Anlage mit zwei massiven runden Ecktürmen mit Zwiebelhauben an der Nordseite. Von der einstigen prunkvollen Innenausstattung haben sich mehrere Türeinfassungen aus rötlichem Kramsacher Marmor sowie Kamine aus weißem Marmor erhalten. Die Fresken in der 1963 profanierten Schlosskapelle stammen von Johann Josef Waldmann. | BDA-Hist.: Q14549628 Status: § 2a Stand der BDA-Liste: 2025-06-30 Name: Anlage Landwirtschaftliche Lehranstalt Rotholz GstNr.: .1/1, .1/2, .2, .4/1, .4/2, .78, .80, .85, .86, .87, .88, .112, .113, .114, .119, 1/1, 5/2, 5/3, 54/2, 77/2, 79, 85/1, 88, 937 Landwirtschaftliche Lehranstalt Rotholz |
| ja   | Datei hochladen | Friedhof und Kapelle HERIS-ID: 87622 Objekt-ID: 102044 TKK: 116447                                   | gegenüber Unterdorf 14 Standort KG: Straß    | Die Friedhofskapelle stammt aus der 1. Hälfte des 19. Jahrhunderts. | BDA-Hist.: Q37720744 Status: § 2a Stand der BDA-Liste: 2025-06-30 Name: Friedhof und Kapelle GstNr.: 1121/3 |
| ja   | Datei hochladen | Kath. Pfarrkirche hl. Jakob d. Ä. HERIS-ID: 55938 Objekt-ID: 64852 TKK: 16830                        | gegenüber Unterdorf 15 Standort KG: Straß    | Die Kirche wurde 1337 erstmals urkundlich erwähnt. Der heutige spätgotische Bau wurde 1736/37 durch Jakob Singer barockisiert. Der Stuck wurde 1737 von Hans Singer geschaffen, die Fresken 1736/37 von Anton Kirchebner. | BDA-Hist.: Q38068916 Status: § 2a Stand der BDA-Liste: 2025-06-30 Name: Kath. Pfarrkirche hl. Jakob d. Ä. GstNr.: 1112 Pfarrkirche Strass im Zillertal |
| ja   | Datei hochladen | Christophorusbrunnen HERIS-ID: 87654 Objekt-ID: 102078 TKK: 15471                                    | Unterdorf 15, in der Nähe Standort KG: Straß | Der steinerne Brunnentrog stammt aus dem Jahr 1863, das Relief des hl. Christophorus wurde im dritten Viertel des 20. Jahrhunderts von Helmut Millonig geschaffen. | BDA-Hist.: Q37721024 Status: § 2a Stand der BDA-Liste: 2025-06-30 Name: Christophorusbrunnen GstNr.: 1016/2 |
| ja   | Datei hochladen | Straßenbrücke, Innbrücke HERIS-ID: 100339 Objekt-ID: 116562 TKK: 116449                              | Standort KG: Straß                           | Die Brücke der Achenseestraße über den Inn wurde 1941 errichtet. Die 241 m lange Steinbogenbrücke aus Ötztaler Gneis überspannt den Inn in drei Bogen mit einer lichten Weite von je 34,7 m. Die beiden Flusspfeiler sind oben 4 m und im Fundament 8,5 m breit, sie reichen bis 3,6 m unter die Flusssohle. Die Brücke verbindet die Gemeinden Wiesing und Strass im Zillertal. | BDA-Hist.: Q37784125 Status: § 2a Stand der BDA-Liste: 2025-06-30 Name: Straßenbrücke, Innbrücke GstNr.: 933, 954 Innbrücke Wiesing |
| ja   | Datei hochladen | Hofkapelle Schmerzhafte Mutter HERIS-ID: 40275 Objekt-ID: 40183 TKK: 15470                           | Raffl 42, westlich Standort KG: Straß        | Die Hofkapelle wurde 1743 nach Plänen von Jakob Singer erbaut und von Hans Singer mit Stuckaturen versehen. | BDA-Hist.: Q37993857 Status: Bescheid Stand der BDA-Liste: 2025-06-30 Name: Hofkapelle Schmerzhafte Mutter GstNr.: 135 Hofkapelle Schmerzhafte Mutter, Strass im Zillertal |